# Kutub al-Sittah
Kutub al-Sittah (Arabisch: Zes boeken) zijn de zes canonieke hadith boeken van de islam. De zes hadith boeken en diens verzamelaars zijn als volgt:
- Sahih Bukhari, verzameld door Al-Bukhari
- Sahih Muslim, verzameld door Moslim ibn al-Hajjaj
- Sunan Abu Dawud, verzameld door Abu Dawud
- Jami' Tirmidhi, verzameld door Tirmidhi
- Al-Sunan al-Sughra (of Sunan al-Nasa'i), verzameld door al-Nasa'i
- Sunan ibn Majah, verzameld door Ibn Majah.

De zes boeken werden verzameld in de 9de eeuw in het tijdperk van het Kalifaat van de Abbasiden.